# غيرغلي بيلاش
غيرغلي بيلاش (بالمجرية: Balázs Gergely)‏ هو لاعب كرة قدم مجري، ولد في 21 ديسمبر 1982 في دبرتسن في المجر. لعب مع غيور تورنا أوزتالي ونادي دبرتسني ونادي ديوسجوري.